# Lestodiplosis frirenii
Lestodiplosis frirenii är en tvåvingeart som först beskrevs av Jean-Jacques Kieffer 1888.  Lestodiplosis frirenii ingår i släktet Lestodiplosis och familjen gallmyggor. Inga underarter finns listade i Catalogue of Life.